# Tradimento (serial televisivo)
Tradimento (Aldatmak) è un serial televisivo drammatico turco, trasmesso su ATV dal 22 settembre 2022 al 6 giugno 2024.
In Italia la serie va in onda su Canale 5 dal 1º dicembre 2024.

## Trama
Güzide Özgüder è un'eminente e rispettata giudice di famiglia. È una donna onesta e di principio, sempre dalla parte della giustizia. Crede di avere una famiglia esemplare con un marito e due figli. Ma un giorno Güzide si rende conto che la sua famiglia felice è solo un castello di sabbia.

## Puntate
In Turchia la serie, composta da 71 puntate suddivise in due stagioni, è andata in onda su ATV dal 22 settembre 2022 al 6 giugno 2024: la prima stagione è stata trasmessa dal 22 settembre 2022 al 15 giugno 2023, mentre la seconda ed ultima stagione dal 7 settembre 2023 al 6 giugno 2024.
In Italia la serie va in onda su Canale 5 dal 1º dicembre 2024: la prima stagione è stata trasmessa dal 1º dicembre 2024 al 18 aprile 2025, mentre la seconda ed ultima stagione dal 19 aprile 2025.
| Stagione         | Puntate | Puntate | Prima TV  | Prima TV      |
| Stagione         | Turchia | Italia  | Turchia   | Italia        |
| ---------------- | ------- | ------- | --------- | ------------- |
| Prima stagione   | 35      | 156     | 2022-2023 | 2024-2025     |
| Seconda stagione | 36      | 117     | 2023-2024 | 2025-in corso |

## Personaggi e interpreti
- Güzide Özgüder (episodi 1-71), interpretata da Vahide Perçin, doppiata da Daniela Abbruzzese.
- Ali Sezai Okuyan (episodi 1-71), interpretato da Ercan Kesal, doppiato da Nicola Marcucci.
- Tarık Murat Yenersoy (episodi 1-71), interpretato da Mustafa Uğurlu, doppiato da Alberto Bognanni.
- Oylum Yenersoy (episodi 1-71), interpretata da Feyza Sevil Güngör, doppiata da Ludovica Bebi.
- Ozan Yenersoy (episodi 1-71), interpretato da Yusuf Çim, doppiato da Sacha Pilara.
- Oltan Kaşifoğlu (episodi 1-71), interpretato da Cem Bender, doppiato da Michele D'Anca.
- Tolga Kaşifoğlu (episodi 1-71), interpretato da Caner Şahin, doppiato da Riccardo Petrozzi.
- Yeşim Denizeren (episodi 1-71), interpretata da Asena Girişken, doppiata da Ughetta d'Onorascenzo.
- Ümit Özgüder (episodi 1-71), interpretato da Cem Sürgit, doppiato da Emiliano Reggente.
- Nazan Tokluca (episodi 1-71), interpretata da Meltem Baytok, doppiata da Beatrice Margiotti.
- Selin Atamanoğlu (episodi 1-71), interpretata da Burcu Söyler, doppiata da Elisa Angeli.
- Elmas Heves (episodi 12-31), interpretata da Defne Samyeli, doppiata da Stella Musy.
- Öykü Yenersoy (episodi 1-71), interpretata da Masal Ayşe Gençer, doppiata da Giulia Venditti.
- Mesut (episodi 1-35), interpretato da Burak Acar, doppiato da Stefano Broccoletti.
- Zeynep (episodi 1-71), interpretata da Canan Ürekil, doppiata da Lidia Perone.
- Behram Dicleli † (episodi 11-38), interpretato da Aras Aydın, doppiato da Sacha De Toni.
- Burcu † (episodi 1-14), interpretata da Merve Altınkaya, doppiata da Elena Liberati.
- Lara (episodi 1-11), interpretata da Hatice Deniz, doppiata da Annalisa Usai.
- Kaan (episodi 1-11), doppiato da Marco Briglione.
- Zeliş Gülsoy (episodi 16-48), interpretata da Selin Kahraman, doppiata da Chiara Oliviero.
- İlknur Gülsoy (episodi 18-71), interpretata da Özlem Tokaslan, doppiata da Anna Cugini.
- Mualla Dicleli (episodi 28-71), interpretata da Nursel Köse, doppiata da Irene Di Valmo.
- Selçuk (episodi 30-35), interpretato da Tarık Ündüz.
- Kahraman Sarpoglu (episodi 36-71), interpretato da Berkay Ateş, doppiato da Alessandro Capra.
- Azra (episodi 36-71), interpretata da Alize Gördüm, doppiata da Laura Marcucci.
- Serra Atamanoğlu † (episodi 31-64), interpretata da İrem Tuncer, doppiata da Beatrice Maruffa.
- İpek Okuyan (episodi 36-71), interpretata da İlayda Çevik, doppiata da Irene Trotta.
- Berrin (episodi 6-12), interpretata da Bahar Gökçeri, doppiata da Flavia De Angelis.

## Produzione
La serie è diretta da Murat Saraçoğlu, scritta da Yıldız Tunç e prodotta da Tims&B Productions.

### Riprese
Le riprese sono state effettuate a Istanbul e nei dintorni, in particolare nel distretto di Beşiktaş e nel quartiere di Galata.

## Colonna sonora
I temi musicali e la sigla della serie sono tutti composti da Aytekin Ataş.
1. Jenerik Mûziği
2. Jenerik (V2)
3. Jenerik (V3)
4. Dizi Mûziği Gerilim
5. Karar
6. Nihai Karar
7. Dizi Müzikleri
8. Anne Yüreği
9. Yansıma
10. Conflict
11. Pulsing Tension
12. Pulsing Tension (V2)
13. Şüphe
14. Sahtekar
15. Sezai
16. Hakime Güzide
17. Judgment
18. No way out
19. Suspect
20. Deceit (Yeşim)
21. Threat (Kahraman)
22. Lies
23. Blackmail Game
24. Blackness
25. Hatred (İpek)
26. Trouble
27. Apparent Happiness
28. Reconciliation
29. To Love is To Forgive
30. My Life for You (Sezai)
31. Don't Leave Me (Güzide & Sezai)
32. Old New Love
33. Prosperous Life
34. Hopeless
35. Dejection
36. Sad Theme
37. Memories

La sigla italiana è tratta da quella originale, riproducendo solo la parte in cui si inserisce il titolo della serie.

## Distribuzione
L'esordio della serie, previsto per il 22 settembre 2022, è stato annunciato il 15 settembre da ATV tramite il proprio profilo Twitter. I primi promo della serie sono stati presentati da ATV tra la fine di agosto e inizio settembre 2022.